# 4316 Babinkova
A 4316 Babinkova (ideiglenes jelöléssel 1979 TZ1) a Naprendszer kisbolygóövében található aszteroida. Nyikolaj Sztyepanovics Csernih fedezte fel 1979. október 14-én.